# Parc Rochegude
Le parc Rochegude est un parc d'Albi situé dans le quartier culturel des Cordeliers. Créé à la fin du XVIIIe siècle, l'aménagement paysager du parc est organisé autour d'un jardin à la française au niveau haut et d'un jardin à l'anglaise en contrebas. 
De quatre hectares, il possède un hôtel du XVIIIe siècle transformé en salle d'exposition. Cet hôtel appartenait, avant son legs à l'état, à l'amiral Rochegude dont le buste orne le parc. Un plan d'eau et de petites cascades ainsi que diverses statues anciennes ou contemporaines agrémentent le parc. Un espace jeu pour enfant et un parcours ornithologique sont aussi présents. Plus de 230 arbres de 85 variétés différentes sont recensés. 15 arbres dépassent les 30 mètres de haut. 
Le parc est classé jardin remarquable en 2010.

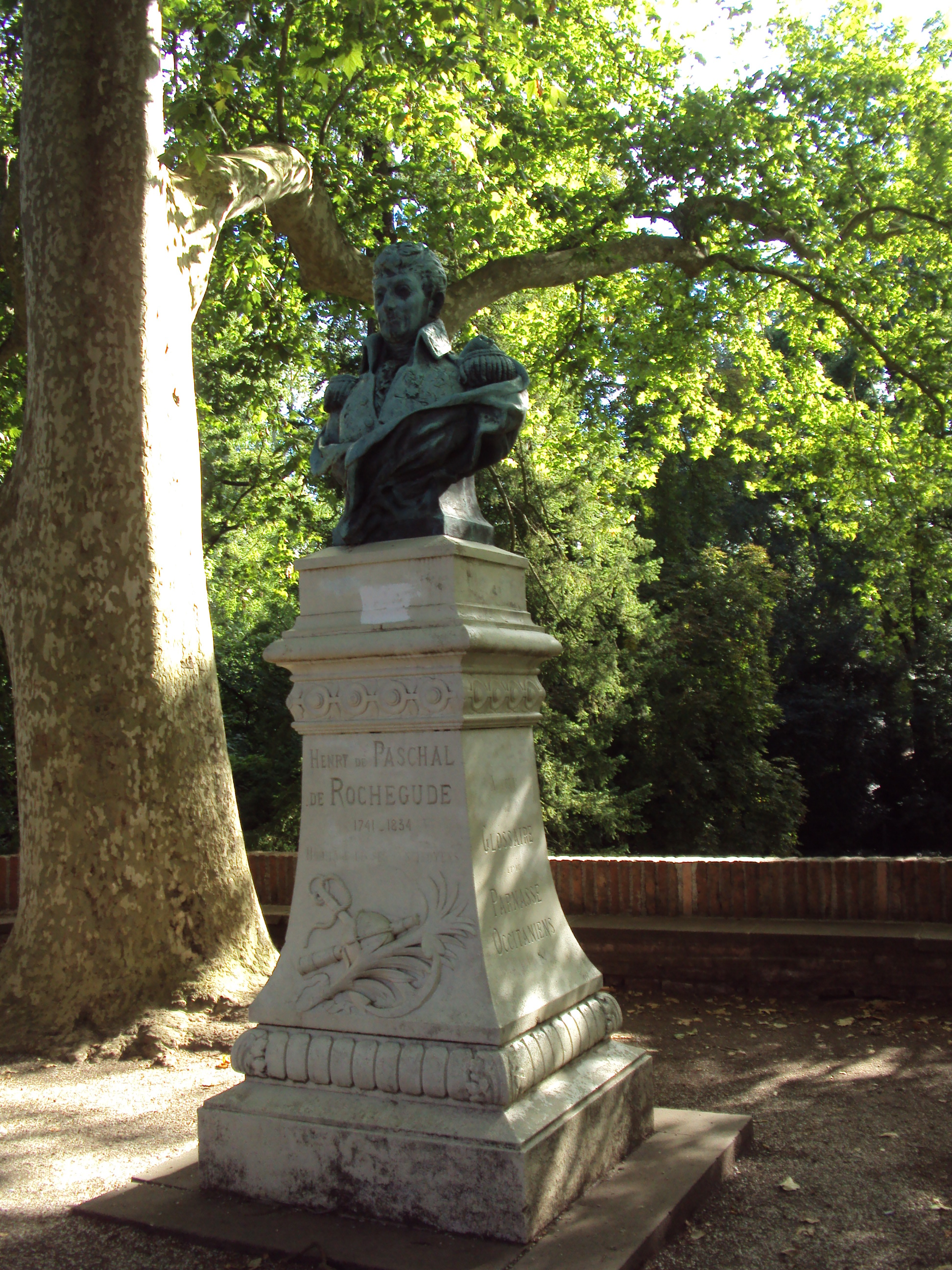
Buste de l'amiral Rochegude.
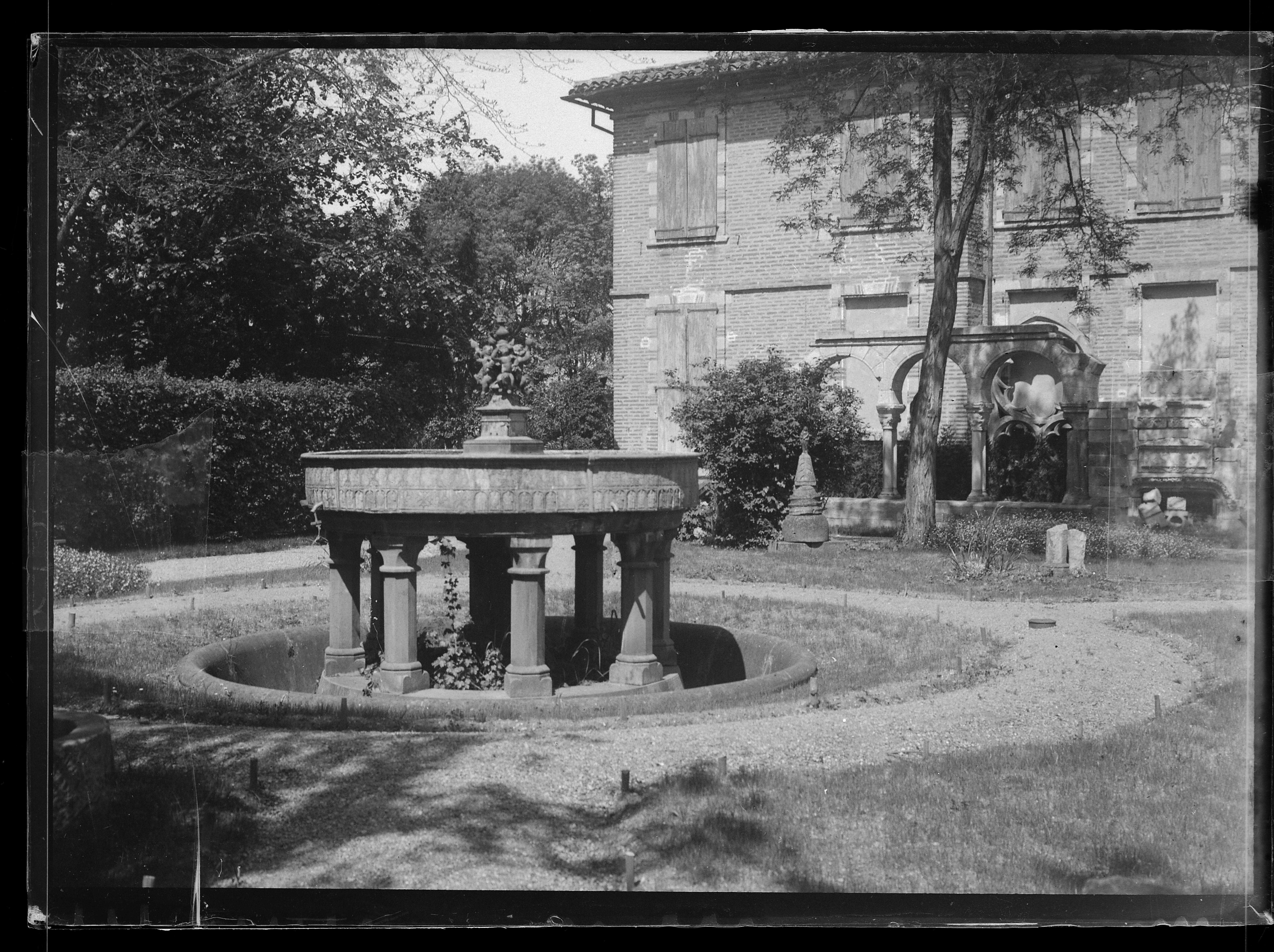
Parc Rochegude en 1885 par Eugène Trutat. Fonds du Muséum de Toulouse.